# باد مارينبرغ
باد مارينبرغ (بالألمانية: Bad Marienberg) هي بلدة ألمانية تقع في ألمانيا في راينلند بالاتينات.

## أعلام
- أوليفر بيمبر